# 1939至1945年第二次世界大戰戰勝納粹主義紀念日
1939至1945年第二次世界大戰戰勝納粹主義紀念日（烏克蘭語：День па́м'яті та перемо́ги над наци́змом у Дру́гій світові́й війні́ 1939 – 1945 ро́кі́в）於2023年設立，是烏克蘭的國定假日。首次慶祝活動將於2024年舉行，於5月8日慶祝，取代2015年至2023年期間於5月9日慶祝的第二次世界大戰戰勝納粹主義勝利日。

## 歷史
2015年，5月9日被訂為戰勝納粹主義勝利日，同時5月8日被訂為紀念與和解日（烏克蘭語：День пам'яті та примирення）。兩個節日命名的特點是帶有蘇聯含意的「衛國戰爭」一詞由「第二次世界大戰」取代。兩者的差別是根據烏克蘭勞動法第73條，勝利日是假日，而紀念與和解日則是工作日，然而根據澤倫斯基於2023年5月29日的修法，紀念與和解日由戰勝納粹主義紀念日取代，5月8號改為假日，5月9日改為工作日
根據基輔國際社會研究所的民意調查，2010年有近60%的烏克蘭人認為勝利日（紀念1945年蘇聯戰勝納粹德國的節日）是最大的節日之一。2022年俄羅斯入侵烏克蘭後，只有13%的烏克蘭人準備慶祝5月9日
2023年5月8日，烏克蘭總統弗拉迪米爾·澤倫斯基簽署了第266/2023烏克蘭總統令。根據第266/2023號總統令，烏克蘭於5月9日慶祝歐洲日，並向最高拉達提議將5月8日訂為「1939至1945年第二次世界大戰戰勝納粹主義紀念日」，以取代5月9日的蘇聯勝利日。烏克蘭文化和信息政策部部長奧列克桑德·特卡琴科表示，藉由將5月8日訂為戰勝納粹主義紀念日，烏克蘭加入了歐洲各國紀念第二次世界大戰勝利的傳統，擺脫關於蘇聯的一切。
澤倫斯基在當天表示「我們正在讓我們的國家恢復一段沒有意識形態摻雜的誠實歷史。」他還強調「德國國防軍的無條件投降書是在5月8日生效的」。
2023年5月29日，最高拉達將5月8日定為國定假日「1939至1945年第二次世界大戰戰勝納粹主義紀念日」，取消了5月9日的勝利日。共有317位議員支持。
2023年6月12日，澤倫斯基簽署了法律，法律正式生效。

## 象徵

### 罌粟花
慶祝二戰戰勝納粹主義紀念日以及二戰喪生者紀念與和解日的正式象徵是紅罌粟（國殤罌粟花），由哈爾科夫的設計師謝爾希·米沙金（烏克蘭語：Сергій Мішакін）設計。
罌粟花圖案代表子彈的血跡，通常貼在左胸靠近心臟的位置。

### 座右銘
官方座右銘是「1939—1945。我們記住，我們勝利了！」（烏克蘭語：1939-1945. Пам'ятаємо. Перемагаємо）

## 外部連結
- 维基共享资源上的相關多媒體資源：1939至1945年第二次世界大戰戰勝納粹主義紀念日